# شاين أوريو
شاين أوريو (بالإنجليزية: Shane Orio)‏ هو لاعب كرة قدم بليزي في مركز حراسة المرمى، ولد في 7 أغسطس 1980 في كوروزال تاون في بليز. شارك مع منتخب بليز لكرة القدم. أما مع النوادي، فقد لعب مع نادي بونتاريناس ونادي رامونينسي ونادي ماراثون.

## وصلات خارجية
- شاين أوريو على موقع الاتحاد الدولي (مؤرشف)  (الإنجليزية)
- شاين أوريو على موقع قاعدة بيانات كرة القدم.إي يو (الإنجليزية)
- شاين أوريو على موقع ناشيونال فوتبول تيمز (الإنجليزية)
- شاين أوريو على موقع Soccerway.com (الإنجليزية)